# Mairang
Mairang es una ciudad (Town area committee) situada en el distrito de West Khasi Hills,  en el estado de Meghalaya (India). Su población es de 14363 habitantes (2011). Se encuentra a 40 km de Shillong.

## Demografía
Según el censo de 2011 la población de Mairang era de 14363  habitantes, de los cuales 7083 eran hombres y 7280 eran mujeres. Mairang tiene una tasa media de alfabetización del 88,20%, superior a la media estatal del 74,43%: la alfabetización masculina es del 87,68%, y la alfabetización femenina del 88,68%.